# Erich Engels
Pour les articles homonymes, voir Engels (homonymie).
Erich Engels, né le 23 mai 1889 à Remscheid (Rhénanie-du-Nord-Westphalie) et mort le 25 avril 1971 à Munich (Bavière), est un réalisateur, scénariste et producteur de cinéma allemand,,.
Même dans les ouvrages de référence sérieux, Erich Engels est parfois confondu avec son collègue Erich Engel (1891-1966).

## Filmographie

### Réalisateur
- 1932 : Détective amateur (de) (Kriminalreporter Holm)
- 1932 : Les Millions de ma cousine (Das Millionentestament)
- 1932 : La Mort qui rôde (en) (Geheimnis des blauen Zimmers)
- 1933 : L'Affaire Roberts (en) (Die Nacht im Forsthaus)
- 1934 : Nanette et ses adorateurs (en) (Peter, Paul und Nanette)
- 1935 : L'Œuf de Colomb (de) (Kirschen in Nachbars Garten)
- 1936 : Après la pluie le beau temps (de) (Donner, Blitz und Sonnenschein)
- 1936 : Sherlock Holmes et la dame en gris (en) (Die graue Dame)
- 1938 : L'Affaire Holm (de) (Mordsache Holm)
- 1938 : Au nom du peuple (de) (Im Namen des Volkes)
- 1939 : Central Rio (de) (Zentrale Rio)
- 1940 : Charivari (Das himmelblaue Abendkleid)
- 1942 : Docteur Crippen à bord (de) (Dr. Crippen an Bord)
- 1943 : L'Araignée d'or (de) (Die goldene Spinne)
- 1944 : Freitag, der 13. (de)
- 1949 : Le Cas du docteur Jordan (de) (Mordprozess Dr. Jordan)
- 1951 : La Dame en noir (de) (Die Dame in Schwarz)
- 1954 : Des roses pour toi (de) (Keine Angst vor Schwiegermüttern)
- 1956 : Cerises dans le jardin du voisin (Kirschen in Nachbars Garten)
- 1957 : Veuf avec cinq filles (de) (Witwer mit fünf Töchtern)
- 1957 : Témoins à abattre (de) (Dr. Crippen lebt)
- 1958 : Alerte à toutes les polices (de) (Grabenplatz 17)
- 1958 : Papa, maman et neuf enfants (de) (Vater, Mutter und neun Kinder)
- 1959 : L'Agent poteau (de) (Natürlich die Autofahrer)
- 1960 : Au nom d'une mère (de) (Im Namen einer Mutter)